# Abdułmażyd Kudijew
Abdułmażyd Amaczewicz Kudijew (ros. Абдулмажид Амачевич Кудиев, ur. 13 marca 2000) – rosyjski, a od 2023 roku tadżycki zapaśnik walczący w stylu wolnym. 
Brązowy medalista mistrzostw świata w 2024. Siódmy na igrzyskach azjatyckich w 2022. Jedenasty na mistrzostwach Azji w 2023. 
Wicemistrz Europy U-23 w 2021. Wygrał mistrzostwa Azji U-23 w 2023. Trzeci na mistrzostwach Rosji w 2021 roku. 